# Gaio Mamilio Turrino
Gaio Mamilio Turrino  (latino: Gaius Mamilius Turrinus) (fl. III secolo a.C.) è stato un politico romano.

## Biografia
Fu eletto console nel 239 a.C. con Quinto Valerio Falto.